# Resolución 1263 del Consejo de Seguridad de las Naciones Unidas
La resolución 1263 del Consejo de Seguridad de las Naciones Unidas fue aprobada por unanimidad el 13 de septiembre de 1999, tras recordar todas las resoluciones anteriores sobre el Sáhara Occidental, prorrogando el mandato de la Misión de las Naciones Unidas para el Referéndum del Sáhara Occidental (MINURSO) hasta el 14 de diciembre de 1999.
La resolución acogió con satisfacción la reanudación de la identificación de los votantes. Al respecto, amplió el mandato de la MINURSO para completar el proceso de identificación de los votantes, fomentar  la confianza, continuar el proceso de apelaciones y concluir los acuerdos pendientes relacionados con la aplicación del Plan de Arreglo. En el momento de la adopción de la resolución, se habían registrado22.656 personas en El Aaiún y otras 548 personas en Nuadibú y Zouérat, en el norte de Mauritania.
Se solicitó al entonces secretario general Kofi Annan informar cada 45 días los avances más significantes relacionados con completar el proceso de apelaciones, satisfacer solicitudes, repatriación de refugiados y el inicio de un periodo de transición.